# Benvenuta
Benvenuta is een Belgisch-Frans-Italiaanse dramafilm uit 1983 onder regie van André Delvaux. Het scenario is gebaseerd op de roman La Confession anonyme (1960) van de Belgische auteur Suzanne Lilar.

## Verhaal
Jeanne is een oude, eenzame schrijfster uit Gent. Een scenarist wil de achtergrond kennen van haar roman over een gedoemde relatie tussen een concertpianiste en Italiaanse magistraat. Jeanne houdt vol dat het verhaal pure fictie is, maar het tragische personage bestaat echt.

## Rolverdeling
| Acteur           | Personage    |
| ---------------- | ------------ |
| Fanny Ardant     | Benvenuta    |
| Vittorio Gassman | Livio Carpi  |
| Françoise Fabian | Jeanne       |
| Mathieu Carrière | François     |
| Claire Wauthion  | Inge         |
| Philippe Geluck  | Vader        |
| Anne Chappuis    | Moeder       |
| Armando Marra    | Zanger       |
| Renato Scarpa    | Journalist   |
| Franco Trevisi   | Politieagent |
| Turi Giuffrida   | Douanier     |